# 드래곤 퀘스트 캐릭터즈 토르네코의 대모험 3: 불가사의 던전
《드래곤 퀘스트 캐릭터즈 토르네코의 대모험 3: 불가사의 던전》은 춘소프트와 매트릭스 소프트웨어가 개발한 2002년 롤플레잉 비디오 게임이다. 《드래곤 퀘스트》 시리즈에 기반한 세 번째 《불가사의 던전》 게임으로 플레이스테이션 2 플랫폼으로 제작돼 일본서 2002년 10월 31일 출시됐다.
전작 《토르네코의 대모험 2》로부터 약 6년 반 후가 배경으로, 주인공 토르네코가 아내 네네와 아들 포포로와 함께 휴가를 떠나는 중 사고로 괴물들이 있는 외딴섬에 갇히면서 탈출하기 위해 분투하는 이야기를 담았다. 절차 생성으로 임의로 제작된 던전을 탐험하는 게임플레이는 전작들과 대동소이하나, 3D 그래픽을 전면적으로 활용한 것이 특징이다. 던전에서 동료를 고용해 같이 전투할 수 있다.
2004년에 카디시가 개발한 게임보이 어드밴스 이식판이 발매됐다.

## 반응
《토르네코의 대모험 3》 플레이스테이션 2판은 2008년 11월까지 판매량이 513,000장 이상이었다.

## 참조

### 내용주
1. ↑  일본어: ドラゴンクエストキャラクターズ トルネコの大冒険3 不思議のダンジョン